# قائمة الأحجار الكريمة
هذه قائمة الأحجار الكريمة، مرتبة حسب الأنواع والنوع.

## المعادن
هناك أكثر من 300 نوع من المعادن التي تم استخدامها كأحجار كريمة. وتشمل هذه:

### أ ب ت ث ج ح خ
- أكتينوليت.
- أداميت.
- أجيرين.
- ألونيت.
- أمبليغونيت.
- أناتاز.
- أندلسيت.
- أنغلزيت.
- أنهيدريت.
- أباتيت.
- أراجونيت.
- أكسينيت.
- أزوريت.
- إنستاتيت.
- ألمندين.
- إيبيدوت.
- أوكلاز.
- ألماس.
- أكسيد الأنتيموان الثلاثي.
- أنورثيت.
- ألبيت.
- أندرديت.
- أميترين.
- أرثوكلاز.
- إسبودومين.
- أوبال.
- باريت.
- بيلدونيت.
- بيريل.
- بيوتيت.
- بوراسيت.
- بورنيت.
- بوليهاليت.
- بروكيت.
- بيانيت.
- بيريت.
- بيتاليت.
- تورمالين.
- توباز.
- تيتانيت.
- تافيت.
- تسافوريت.
- تقزح لوني.
- تغصن بلوري.
- توغتوبيت.
- جارنيت.
- جزع.
- جبسيت.
- جص.
- جاديت.
- جمشت.
- حجر الشمس.
- حجر القمر.
- حجر دم.
- خشب متحجر.

### د ذ ر ز س ش ص ض
- ديوبسيد.
- روتيل.
- زمرد.
- زنجفر.
- زيوليت.
- زبرجد.
- زركون.
- سانيدين.
- سامور.
- سيروسيت.
- سميثسونيت.
- سيدريت.
- سليكات المغنيسيوم والألومنيوم.
- سبيسارتين.
- سليستيت.
- سيلفيت.
- صخور السربنتين.
- صقال.
- صوان.
- صوداليت.

### ط ظ ع غ ف ق
- عقيق.
- عقيق مطحلب.
- عقيق أحمر.
- عقيق أبيض.
- عين النمر.
- فوسفوفيليت.
- فيناكيت.
- فلسبار.
- فاياليت.
- فانادينيت.
- فيروز.
- فلورأباتيت.
- فلوريت.
- فحم دبالي.
- فيليميت.

### ك ل م ن هـ و ي
- كالسيت.
- كانكرينيت.
- كارناليت.
- كاسيتريت.
- كالكوبيريت.
- كريسوبيريل.
- كروميت.
- كوفيليت.
- كوبريت.
- كريوليت.
- كبريت.
- كيانيت.
- لعل.
- لابرادوريت.
- ليوسيت.
- لدلاميت.
- ليبيدوليت.
- لانغباينيت.
- لزاق الذهب.
- مرو.
- معادن البورات.
- مسكوفيت.
- مالاكيت.
- مايونيت.
- مويسانيت.
- كلوريت (مجموعة).
- ميكروكلين.
- نيفيلين.
- هيماتيت.
- هاليت.
- هودكينسونيت.
- ويفيليت.
- ياقوت.
- ياقوت أزرق.
- يشم.
- يشب.

## المعادن الاصطناعية والمخبرية
هناك عدد من المعادن الاصطناعية والمزروعة في المختبر تستخدم لإنتاج الأحجار الكريمة. وتشمل هذه:
- كريسوبيريل مخبري.
- سامور مخبري.
- ألماس مخبري.
- زمرد مخبري.
- مويسانيت.
- أوبال اصطناعي.
- لعل مخبري.
- فيروز اصطناعي.

## عضوي
هناك عدد من المواد العضوية المستخدمة كأحجار كريمة، بما في ذلك:
- الكهرمان
- عظم
- مرجان
- ليجنيت
- الصدف (عرق اللؤلؤ)
- لؤلؤ

## الصخور
تستخدم بعض الصخور كجواهر، بما في ذلك:
- لازورد.
- عين النمر.
- حجر دم.
- بوكسيت.
- حجر أملس.
- بيريدوتيت.
- بالاسيت.
- سبج.
- زجاج الصحراء الليبية.

## أحجار كريمة شاتويانت
قد تُظهر بعض المعادن المصنوعة من الأحجار الكريمة تأثيرًا شاذًا أو تأثير عين القط، وهذه تشمل:
- بيريل.
- عين النمر.
- زمرد.
- إنستاتيت.
- كريسوبيريل.
- كالسيت.
- بيريليوم.
- أباتيت.
- أندلسيت.
- زركون.
- أوليكسيت.
- تورمالين.
- صخور السربنتين.
- مرو.
- فيناكيت.
- ألبيت.
- زبرجد.
- أوبال.
- حجر القمر.
- كيانيت.
- إسبودومين.